# 丹麥飲食

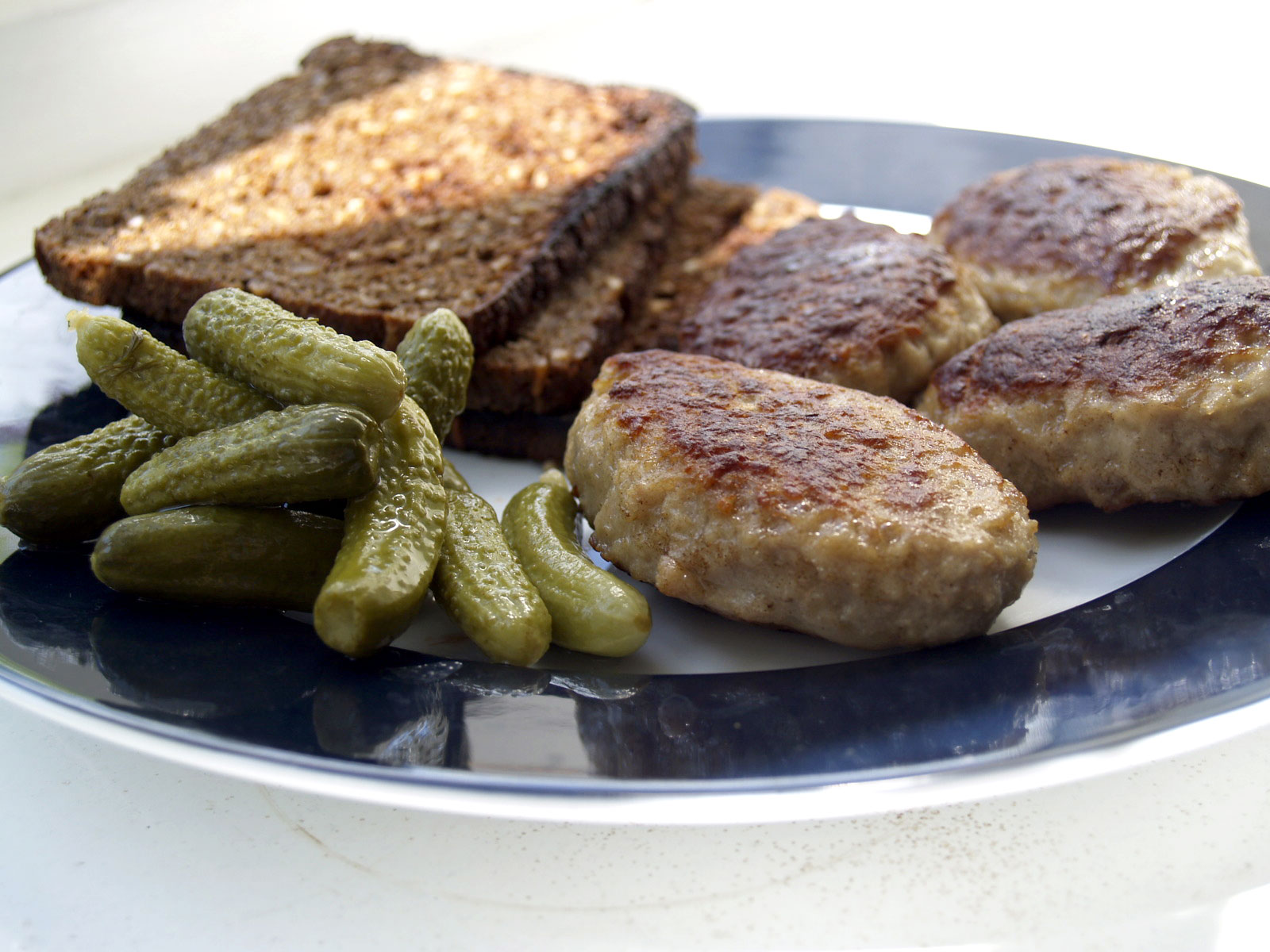
一道肉丸搭配醃黃瓜與魯格布羅德麵包的丹麥料理

丹麥飲食起源自當地農民的飲食文化。在19世紀之後，由於烹飪技術的提升和工業革命使得物流變得更便利，丹麥飲食文化也變得更加發達，也使得丹麥菜開始使用新鮮蔬菜等食材。丹麥飲食文化以肉類、魚類菜餚居多。在酒類方面，丹麥原本以啤酒、阿夸維特和苦精著稱，但近年進口葡萄酒的人氣越來越高。